# Luís Urbano

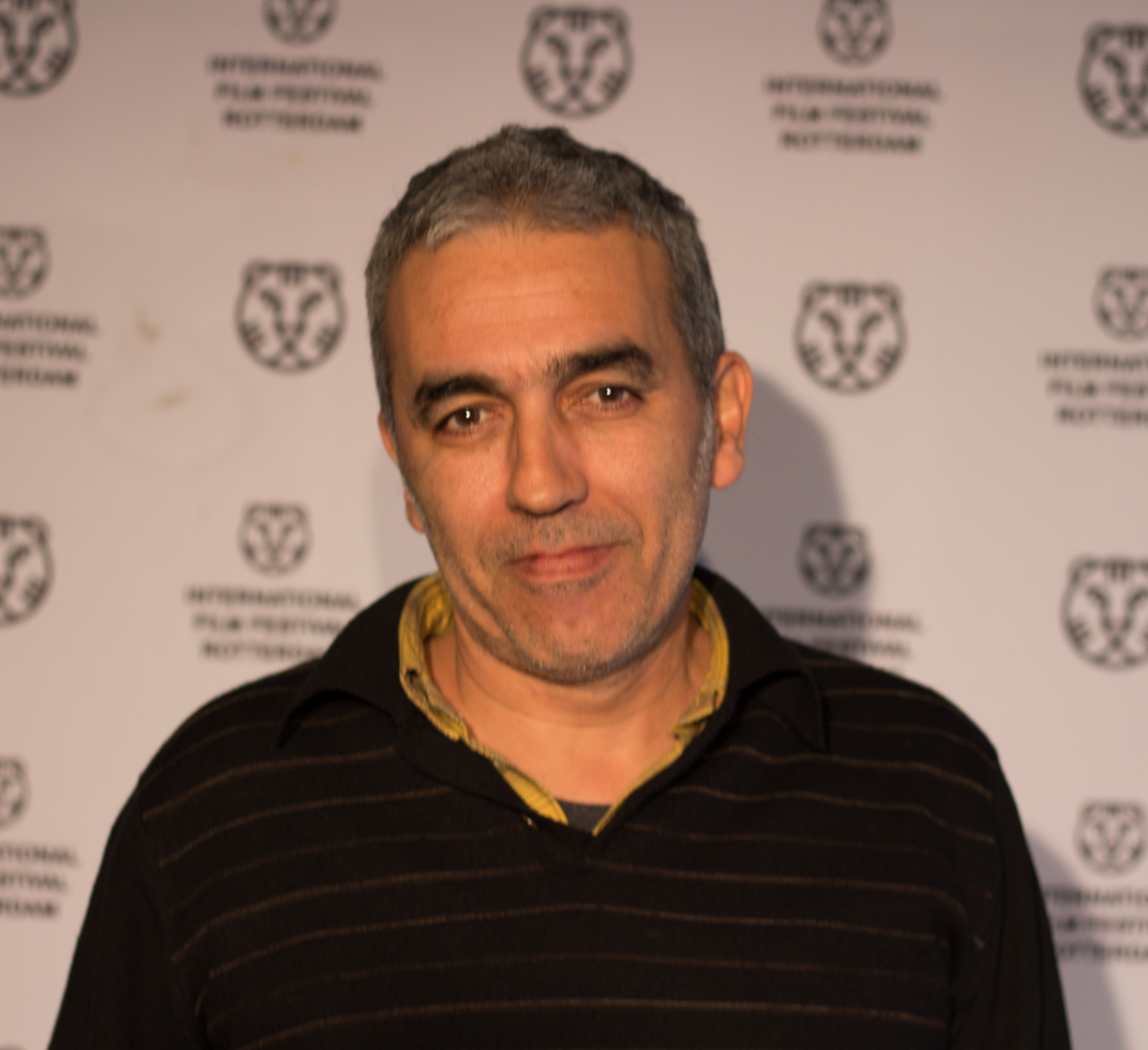
Luís Urbano

Luís Urbano (* 1968 in Águeda) ist ein portugiesischer Filmproduzent.

## Leben
Urbano absolvierte ein Wirtschaftsstudium an der Technischen Universität Lissabon. 1993 gehörte er zu den Gründern des Festivals Curtas Vila do Conde, das sich danach zum wichtigsten Filmfestival für Kurzfilme im Land entwickelte. Urbano leitete das Festival einige Zeit.
Nachdem Urbano die ersten Kurzfilme produziert hatte, gründete er 2005 zusammen mit Sandro Aguilar die Produktionsfirma O Som e a Fúria. Seither produzierter er eine Vielzahl Filme, alleine oder in Koproduktionen, darunter weitgehend alle Filme von Sandro Aguilar und Miguel Gomes, oder auch die letzten Werke Manoel de Oliveiras. Insbesondere für seine Produktionen Aquele Querido Mês de Agosto (2008), Tabu – Eine Geschichte von Liebe und Schuld (2012) und Briefe aus dem Krieg (2016) wurde er ausgezeichnet. Auch von ihm produzierte oder mit-produzierte Filme wie A Religiosa Portuguesa (2009), der Kurzfilm Mercúrio (2010), Zama, Ramiro (beide 2017), Frankie (2019), Pedro (2021) oder die 1001 Nacht-Trilogie von Miguel Gomes (2015) erlangten einige Aufmerksamkeit.
Gelegentlich trat er in kleinen Nebenrollen auch als Schauspieler auf, so im Kurzfilm A Zona von Sandro Aguilar (2008), in Eugène Greens Film A Religiosa Portuguesa (2009) und in Christine Laurents Film Demain? (2011).
Erst einmal führte er bislang auch selbst Regie (Stand Juli 2022), für den von ihm produzierten Kurzfilm Sizígia (2012), für den er beim Kurzfilm-Festival von Clermont-Ferrand eine besondere Erwähnung bekam.

## Auszeichnungen
Es werden nur gewonnene Filmpreise aufgelistet, die zahlreichen Nominierungen bei Filmfestivals und Filmreisverleihungen sind in der Internet Movie Database zu finden.
- 2009: Globos de Ouro 2009 (für Aquele Querido Mês de Agosto)
- 2013: Prémios Sophia (für Tabu – Eine Geschichte von Liebe und Schuld)
- 2013: Besondere Erwähnung beim Kurzfilm-Festival von Clermont-Ferrand (für Sizígia)
- 2013: Globos de Ouro 2013 (für Tabu – Eine Geschichte von Liebe und Schuld)
- 2016: Globos de Ouro 2016 (für die As Mil e Uma Noites-Trilogie)
- 2016: CinEuphoria Awards (für die As Mil e Uma Noites-Trilogie)
- 2017: Prémios Sophia (für Briefe aus dem Krieg)
- 2017: Globos de Ouro 2017 (für Briefe aus dem Krieg)
- 2017: CinEuphoria Awards (für Briefe aus dem Krieg)
- 2020: Koproduzentenpreis – Prix Eurimages

## Filmografie
Aufgelistet werden sowohl Filme, die Luís Urbano hauptverantwortlich produzierte, als auch Filme, bei denen er nur Ko-Produzent war. Dabei erhebt die Liste keinen Anspruch auf Vollständigkeit.
- 2002: Kalkitos (Kurzfilm); R: Miguel Gomes
- 2005: A Serpente (Kurzfilm); R: Sandro Aguilar
- 2006: Rapace (Kurzfilm); R: João Nicolau
- 2006: Realce (Kurzfilm); R: João Carrilho
- 2007: Arquivo (Kurzfilm); R: Sandro Aguilar
- 2007: Primeiro Vôo (Kurzfilm); R: Nuno Bernardo
- 2008: A Zona; R: Sandro Aguilar
- 2008: Aquele Querido Mês de Agosto; R: Miguel Gomes
- 2008: Carnaval: à procura de Paulo Moleiro (Kurzfilm); R: Miguel Gomes
- 2008: Alpha (Kurzfilm); R: Miguel Fonseca
- 2009: Ruínas (Doku.); R: Manuel Mozos
- 2009: Canção de amor e saúde (Kurzfilm); R: João Nicolau
- 2009: A Religiosa Portuguesa; R: Eugène Green
- 2009: Tony (Kurzfilm); R: Bruno Lourenço
- 2010: A Espada e a Rosa; R: João Nicolau
- 2010: Na Escola (Kurzfilm); R: Jorge Cramez
- 2010: Voodoo (Kurzfilm); R: Sandro Aguilar
- 2010: Mercúrio (Kurzfilm); R: Sandro Aguilar
- 2010: Como as Serras Crescem (Kurzfilm, Doku.); R: Maria João Soares
- 2011: Nuvem (Kurzfilm); R: Basil da Cunha
- 2012: As Ondas (Kurzfilm); R: Miguel Fonseca
- 2012: Tabu – Eine Geschichte von Liebe und Schuld (Tabu); R: Miguel Gomes
- 2012: Jesus Por Um Dia (Kurzfilm); R: Verónica Castro, Helena Inverno
- 2012: Sizígia (Kurzfilm, auch Regie)
- 2012: O Gebo e a Sombra; R: Manoel de Oliveira
- 2012: Terra de Ninguém (Doku.); R: Salomé Lamas
- 2012: O Dom das Lagrimas (Kurzfilm); R: João Nicolau
- 2012: Solo (Kurzfilm); R: Mariana Gaivão
- 2012: Sinais de Serenidade (Kurzfilm); R: Sandro Aguilar
- 2013: Entrecampos (Kurzfilm); R: João Rosas
- 2013: Campo de Flamingos sem Flamingos (Doku.); R: André Príncipe
- 2013: Gambozinos; (Kurzfilm); R: João Nicolau
- 2013: Redemption (Kurzfilm, Doku.); R: Miguel Gomes
- 2013: Rei Inútil (Kurzfilm); R: Telmo Churro
- 2013: Jewels (Kurzfilm); R: Sandro Aguilar
- 2013: Dive: Approach and Exit (Kurzfilm); R: Sandro Aguilar
- 2014: False Twins (Kurzfilm); R: Sandro Aguilar
- 2014: O Velho do Restelo (Kurzfilm); R: Manoel de Oliveira
- 2014: Chafariz das Virtudes (Kurzfilm, Trailer der Viennale´14); R: Manoel de Oliveira
- 2014: Volta à Terra (Doku.); R: João Pedro Plácido
- 2015: 1001 Nacht, Teil 1: Der Ruhelose (As Mil e Uma Noites: O Inquieto); R: Miguel Gomes
- 2015: 1001 Nacht, Teil 2: Der Verzweifelte (As Mil e Uma Noites: O Desolado); R: Miguel Gomes
- 2015: 1001 Nacht, Teil 3: Der Verzauberte (As Mil e Uma Noites: O Encantado); R: Miguel Gomes
- 2015: Bunker (Kurzfilm); R: Sandro Aguilar
- 2015: A Torre (Kurzfilm, Doku.); R: Salomé Lamas
- 2015: Olmo & the Seagull (Doku.); R: Petra Costa, Lea Glob
- 2015: Maria do Mar (Kurzfilm); R: João Rosas
- 2015: The Secret Agent; R: Stan Douglas
- 2015: John From; R: João Nicolau
- 2015: Rio Corgo (Doku.); R: Sérgio Da Costa, Maya Kosa
- 2016: Briefe aus dem Krieg (Cartas da Guerra); R: Ivo Ferreira
- 2016: Eldorado XXI (Doku.); R: Salomé Lamas
- 2016: À Noite Fazem-se Amigos (Kurzfilm); R: Rita Barbosa
- 2017: Coup de Grâce (Kurzfilm); R: Salomé Lamas
- 2017: Mariphasa; R: Sandro Aguilar
- 2017: 9 doigts; R: F.J. Ossang
- 2017: Zama; R: Lucrecia Martel
- 2017: Far from Amazonia (Kurzfilm, Doku.); R: Francisco Carvalho
- 2017: Ramiro; R: Manuel Mozos
- 2018: Extinção (Doku.); R: Salomé Lamas
- 2018: Sara F. (Kurzfilm); R: Miguel Fonseca
- 2018: Como Fernando Pessoa Salvou Portugal (Kurzfilm); R: Eugène Green
- 2018: Hotel Império; R: Ivo Ferreira
- 2018: Il Sogno Mio d'Amore (Doku.); R: Miguel Moraes Cabral, Nathalie Mansoux
- 2019: Frankie; R: Ira Sachs
- 2019: Technoboss; R: João Nicolau
- 2019: Patrick; R: Gonçalo Waddington
- 2019: Viveiro (Doku.); R: Pedro Filipe Marques
- 2019: O Filme do Bruno Aleixo; R: João Moreira, Pedro Santo
- 2020: Armour; R: Sandro Aguilar
- 2020: Um Animal Amarelo; R: Felipe Bragança
- 2020: Nha Mila (Kurzfilm); R: Denise Fernandes
- 2020: Selvajaria; R: Miguel Gomes
- 2020: A Terra do Não Retorno (Kurzfilm); R: Patrick Mendes
- 2021: The Tsugua Diaries (Diários de Otsoga); R: Maureen Fazendeiro, Miguel Gomes
- 2021: Oso (Kurzfilm); R: Bruno Lourenço
- 2021: The Detection of Faint Companions (Kurzfilm); R: Sandro Aguilar
- 2021: Hotel Royal (Kurzfilm); R: Salomé Lamas
- 2021: Pedro; R: Laís Bodanzky
- 2022: Tout le monde aime Jeanne; R: Céline Devaux
- 2022: O Teu Peso em Ouro (Kurzfilm); R: Sandro Aguilar